# Traction bovine

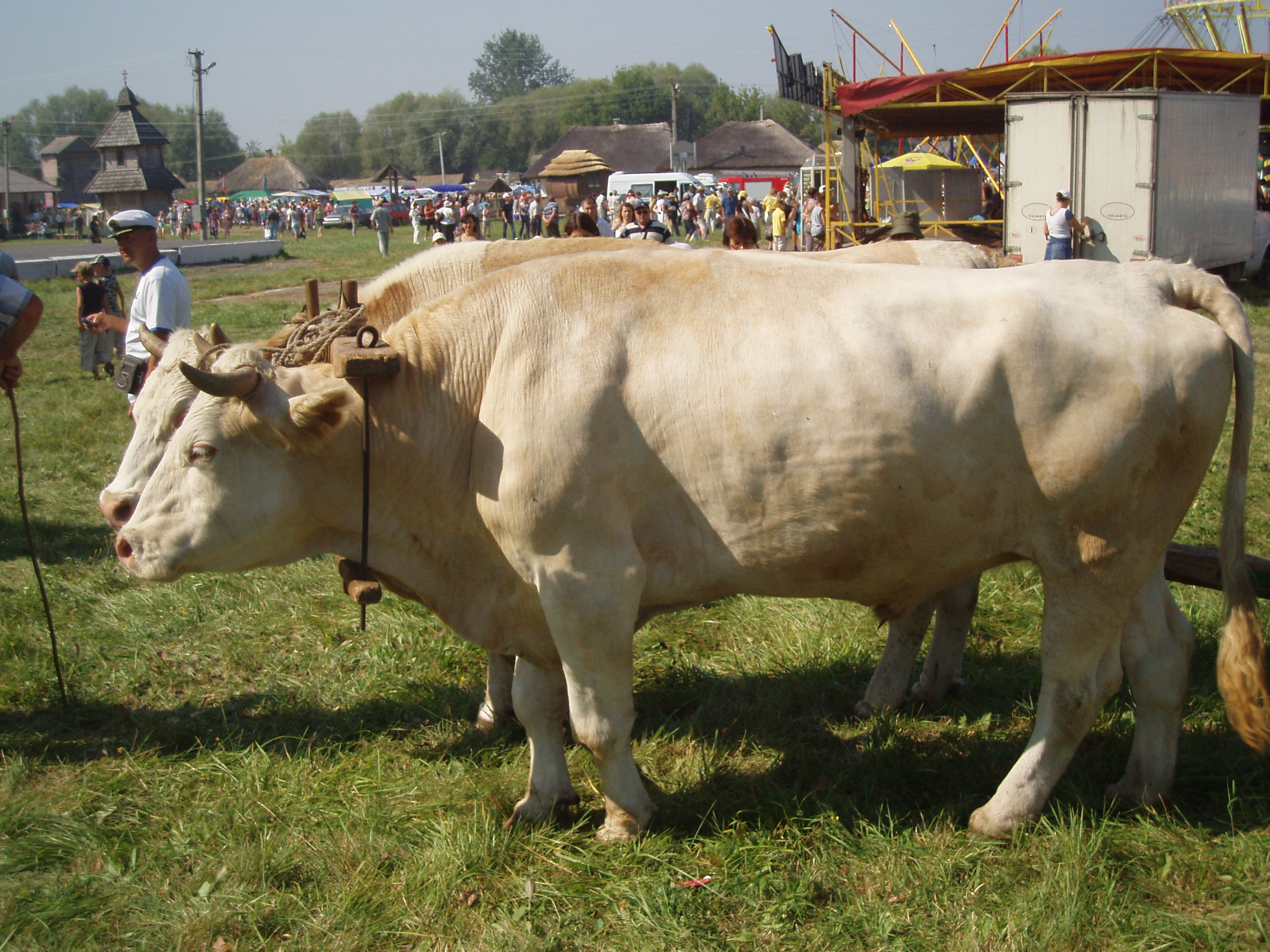
Une paire de bœufs de trait

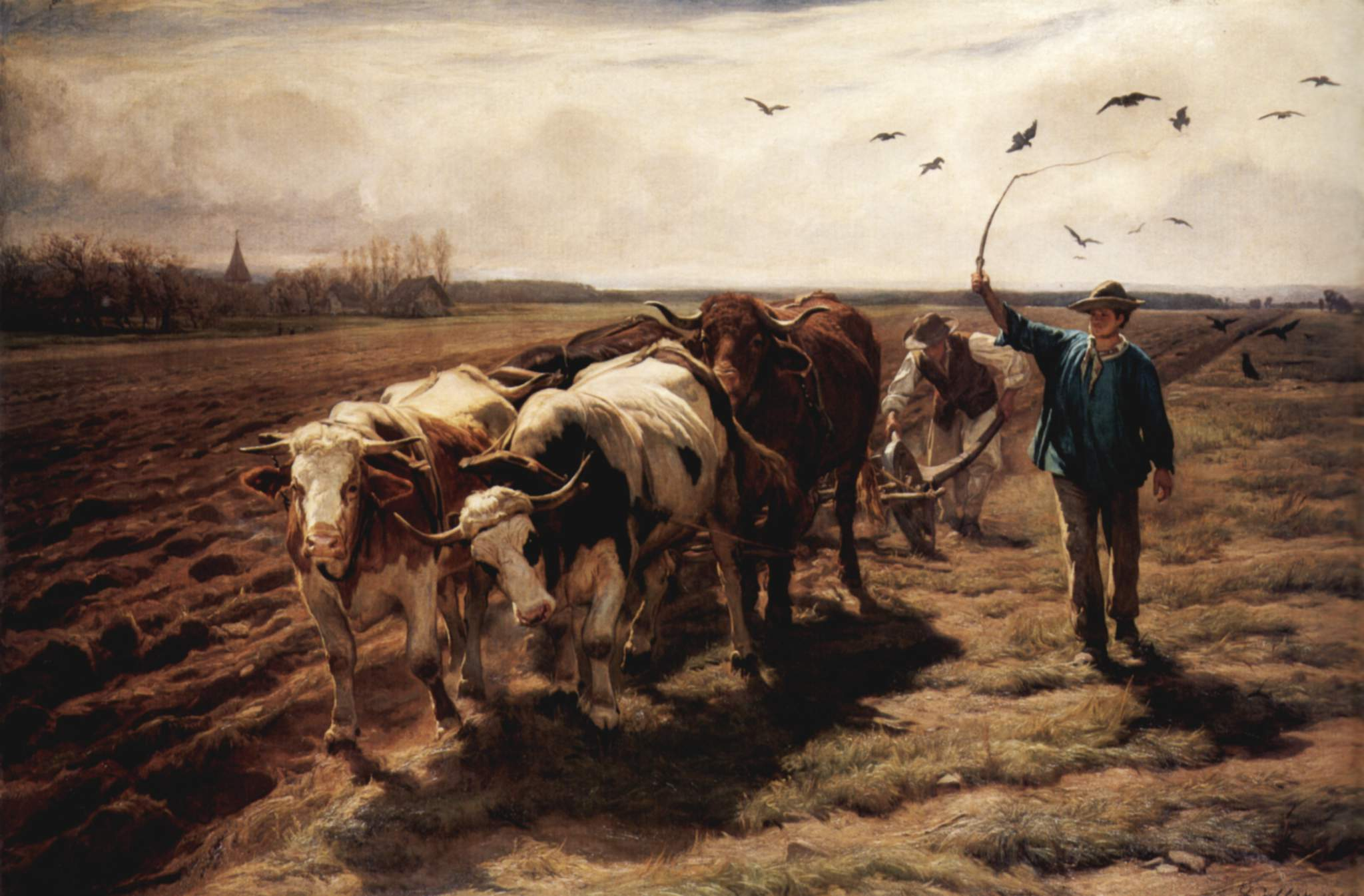
Labour à quatre avec un joug de garrot, de Rudolf Koller (1868)

Les bovins, particulièrement les bœufs, sont utilisés comme animaux de trait. Ils sont en effet dociles, développent une bonne puissance de travail et sont résistants à l’effort.
On estime que l’homme a commencé à atteler des bœufs à des araires ou des véhicules à roues au cours du IVe millénaire av. J.-C.. Ces techniques inventées dans l’ancien croissant fertile ou en Ukraine ont par la suite connu un développement mondial. Ainsi, les bœufs ont été utilisés pour tirer des charrettes ou travailler les sols dans une vaste partie de l’Europe, mais également en Asie et en Égypte. Cette pratique était encore largement répandue en Europe jusqu’au XIXe siècle, le bœuf demeurant le principal animal de trait, même si l’utilisation du cheval se développait. Dans les pays industrialisés, la mécanisation a emboité le pas à la traction bovine mais celle-ci est encore utilisée dans quelques petites exploitations en France (180 paires de bœufs confirmés environ, toutes utilisations comprises, dont l'agriculture et l'animation).

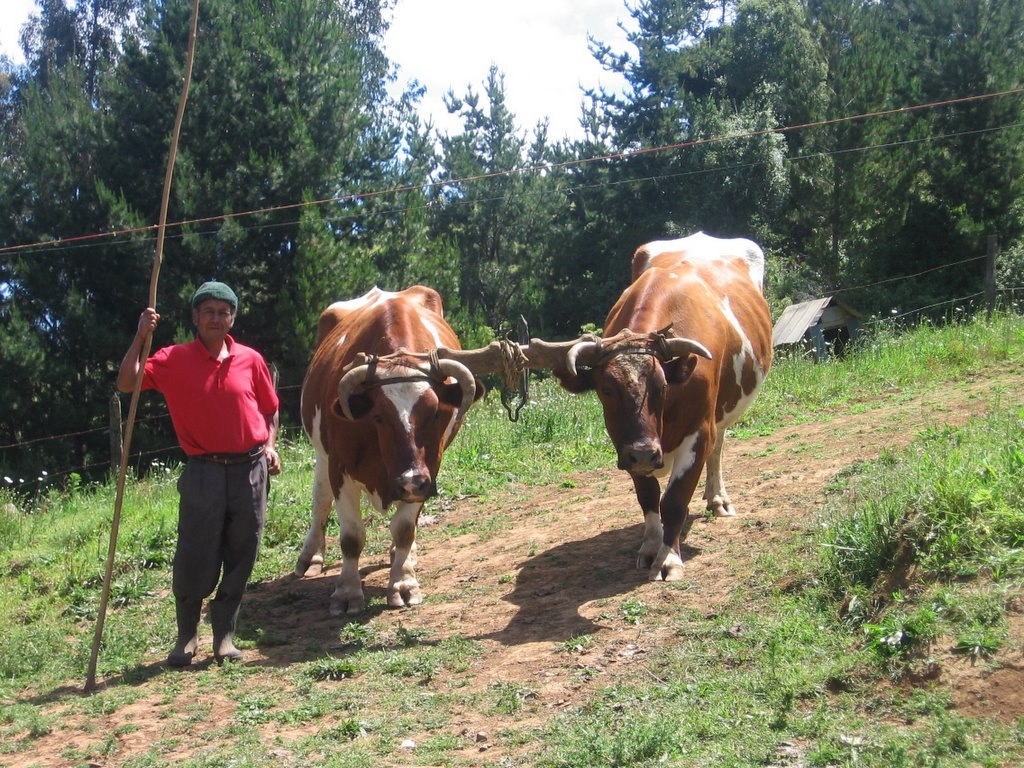
Deux bœufs attelés avec un joug de cornes

Les bœufs au travail sont la plupart du temps par paire, les animaux étant reliés par un attelage pour leur permettre d’avancer sur le même rang et ainsi de manière synchrone. Il existe plusieurs manières d’atteler les bovins. Le système le plus ancien serait le joug à cornes, également appelé joug de nuque, dont l’utilisation remonterait à l’Égypte antique : une barre en bois est placée entre les cornes de deux bovidés. L’autre système qui l’a remplacé est le joug de garrot qui s’adapte sur l’encolure des animaux.

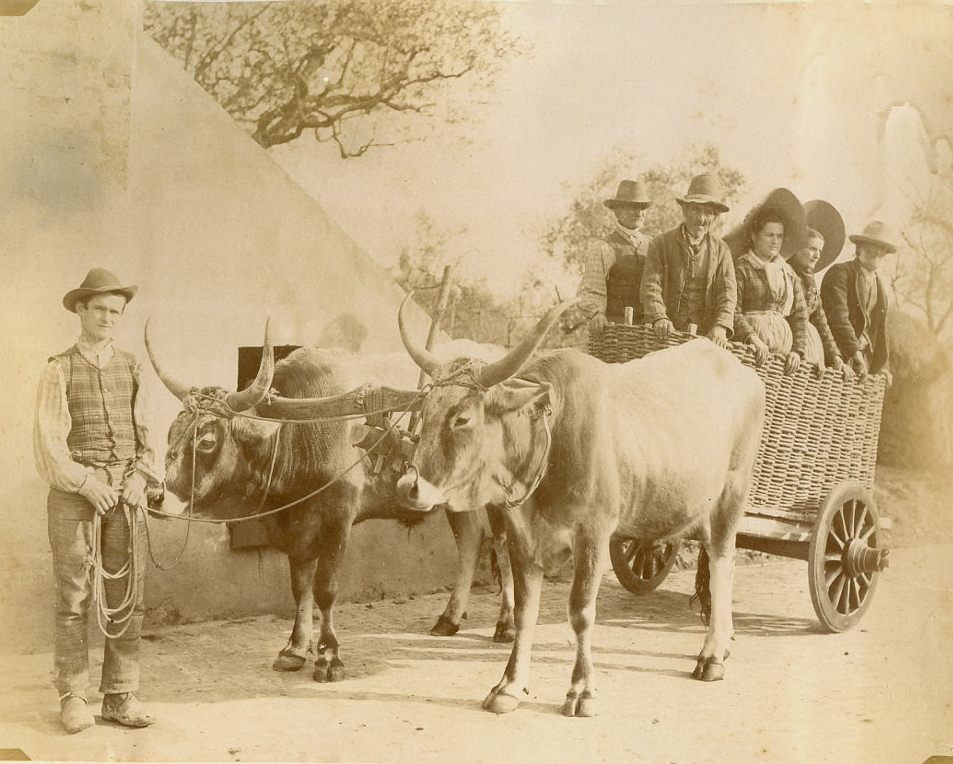
Attelage, vers 1890
Photo Paolo Lombardi

Les attelages de bœufs sont encore largement utilisés dans certains pays africains et en Asie du Sud, notamment en Inde. Ainsi, la traction par les bœufs se développe dans une vaste partie de l’Afrique sub-saharienne où elle se substitue au travail manuel. Ainsi, les bovins sont utilisés pour le transport en zones arides et la préparation sommaire des terres en zones semi-arides. La traction bovine s’implante également fortement dans les zones sub-humides où les cultures annuelles telles que le coton, le manioc, le riz et le maïs sont possibles, mais elle est également présente dans les zones plus montagneuses, comme dans les montagnes éthiopiennes où elle est millénaire.

## Galerie

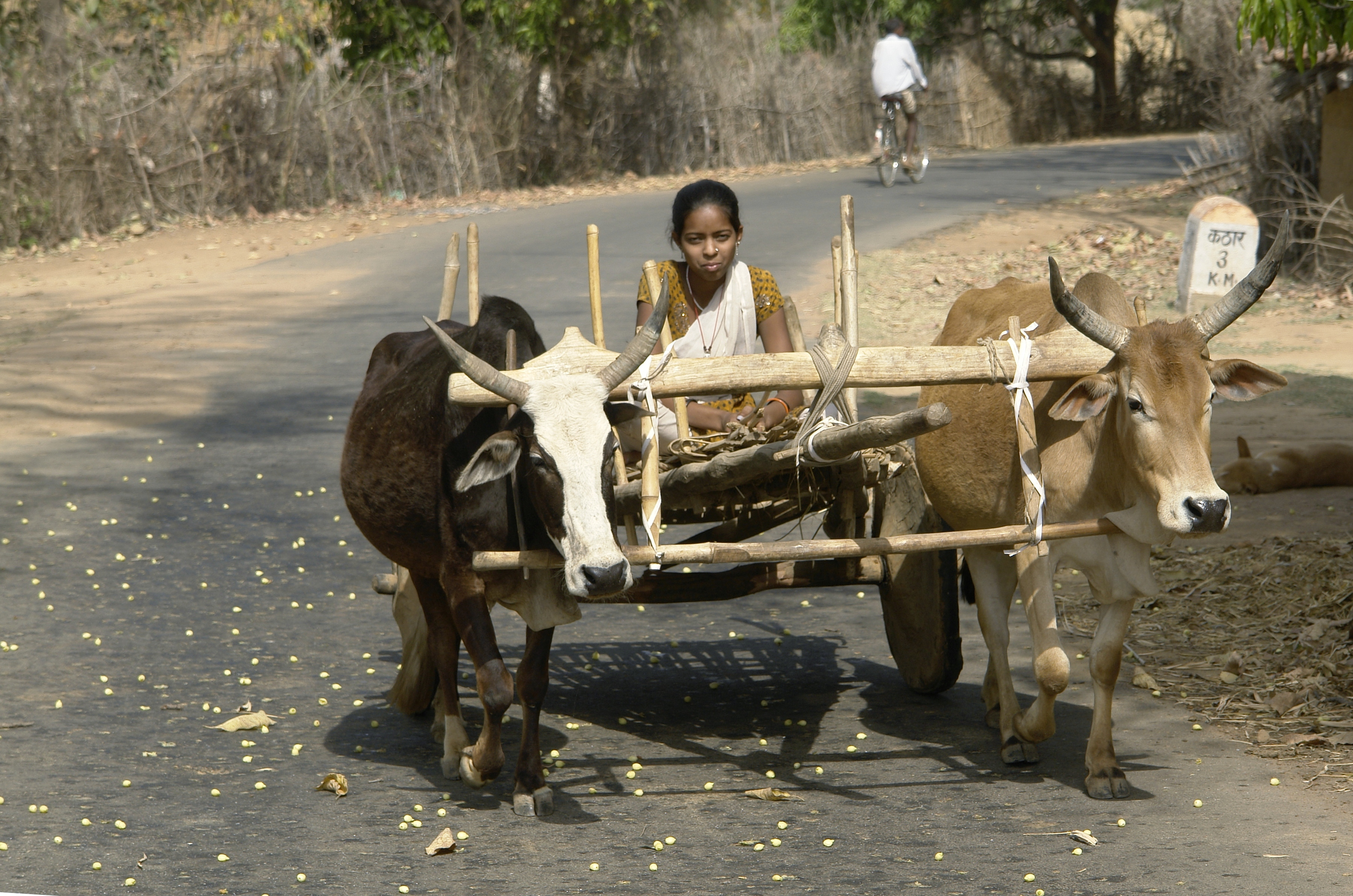
Joug sur un char à bœufs, Inde
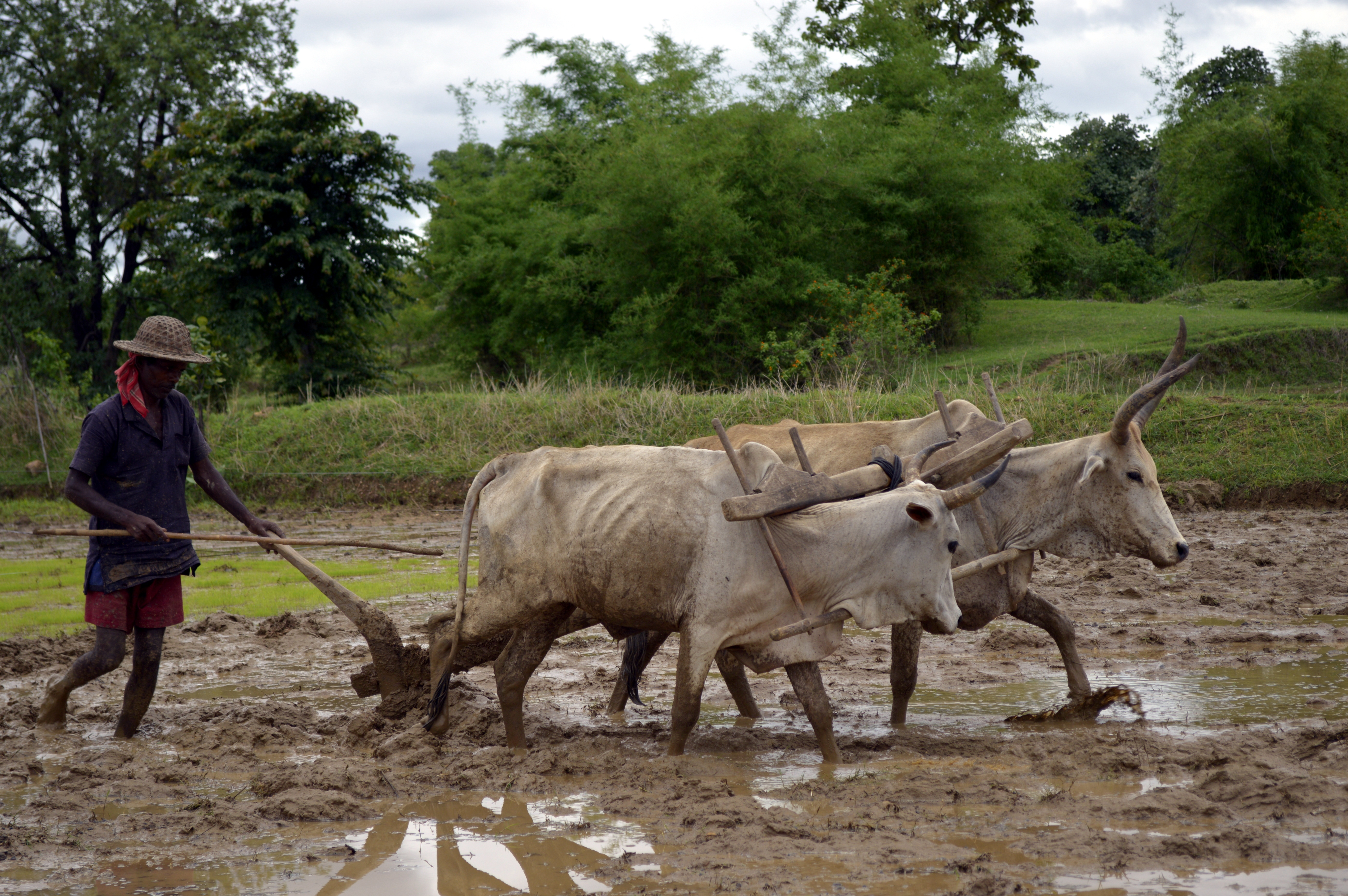
Joug sur des bœufs pour le labour d'une rizière, Inde
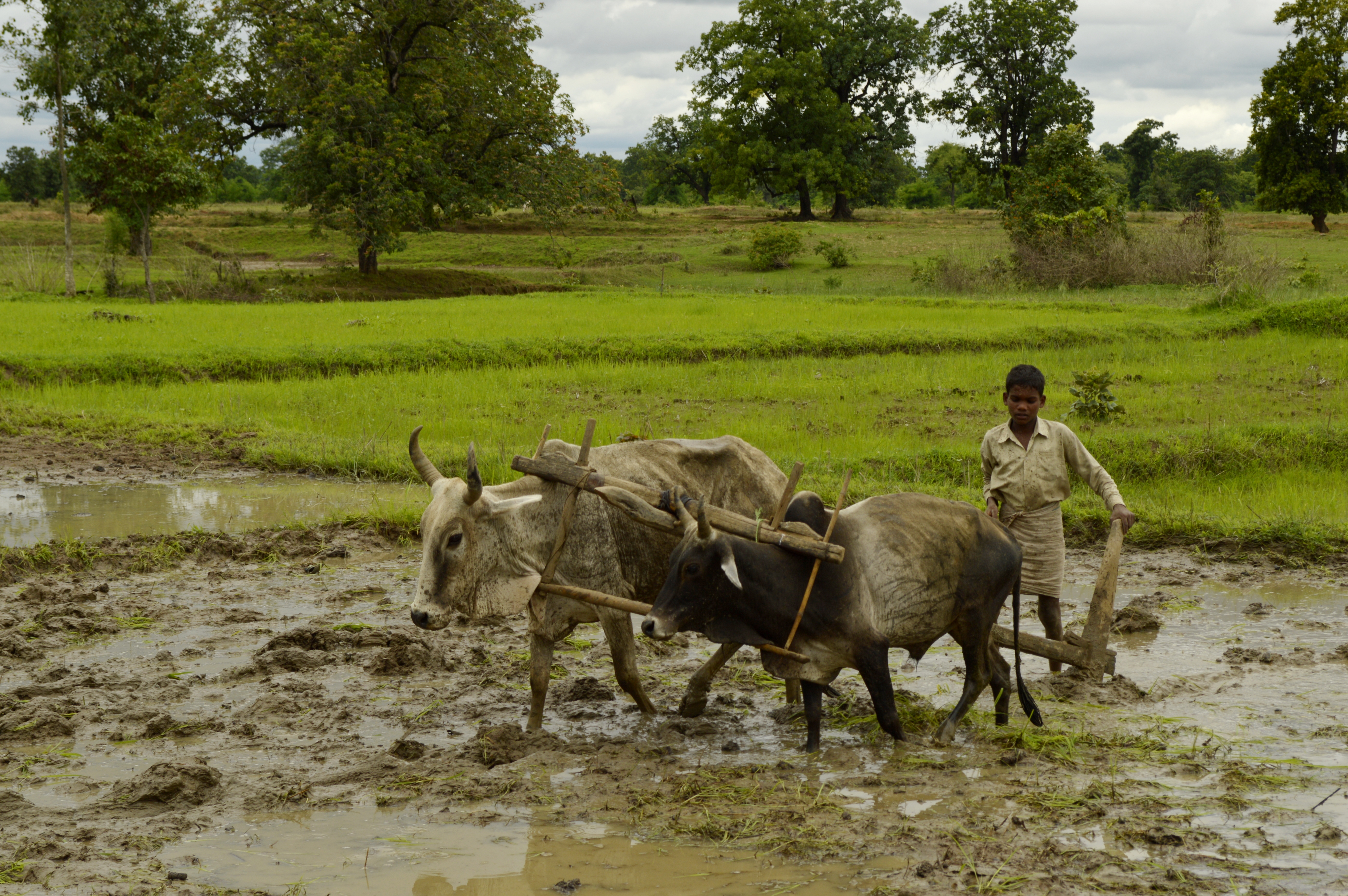
Joug sur des bœufs pour le labour d'une rizière, Inde